# Joaquim Ferreira dos Santos (jornalista)
Joaquim Ferreira dos Santos (Rio de Janeiro, 19 de agosto de 1950) é um jornalista e escritor brasileiro. Como repórter de cultura e comportamento, trabalhou nas redações do Diário de Notícias, Veja, Jornal do Brasil, O Dia e O Globo. Participou da cobertura de eventos como as Copas do Mundo do México (1986), Estados Unidos (1994), França (1998), e Japão/Coreia do Sul (2002).
É colunista do Jornal O Globo, para onde escreve semanalmente às segundas-feiras. Autor de livros como "Feliz 1958: O Ano Que Não Devia Terminar", "Enquanto Houver Champanhe, Há Esperança" (pelo qual ganhou um Prêmio Jabuti, em 2017), entre outros.

## Biografia
Joaquim Ferreira dos Santos nasceu no bairro de Vila da Penha, na Zona Norte do Rio de Janeiro. Filho do comerciante Joaquim Tavares dos Santos e da dona de casa Hilda Ferreira dos Santos, era o mais velho de três irmãos e o único filho do casal. Além do escritor, Joaquim, pai, e Hilda tiveram duas filhas, Conceição e Fátima. Aos 18 anos, decidiu ser jornalista. Escolheu a profissão pois esta lhe permitiria ganhar a vida escrevendo, sua grande paixão. Joaquim tem como suas principais referências de texto os cronistas da "Geração Manchete" — como Rubem Braga, Fernando Sabino e Paulo Mendes Campos — e do novo jornalismo literário americano — como Gay Talese, Norman Mailer, Tom Wolfe e Hunter Thompson. Admirador da música popular, cita dos Beatles às marchinhas de carnaval como importantes influências.

## Trajetória profissional
Em 1974, Joaquim se formou no curso de Comunicação Social na Universidade Federal Fluminense (UFF), no município de Niterói, estado do Rio de Janeiro. Seu primeiro contato com a profissão foi como repórter do jornal Diário de Notícias, onde permaneceu de 1969 a 1971.
Em 1971, passou a trabalhar na Revista Veja. Na publicação, atuava como repórter de matérias sobre cultura e comportamento. Joaquim permaneceu na Veja até 1983, quando foi trabalhar no Jornal do Brasil como repórter do Caderno B. Pela publicação carioca, cobriu todos os grandes eventos culturais da cidade, dos desfiles de escola de samba aos festivais de rock. Foi pelo JB que participou de sua primeira Copa do Mundo no México, em 1986. Cinco anos depois, em 1991, chegou ao Jornal O Dia, como editor-executivo e também editor responsável pelo “Caderno D”, suplemento do jornal.
Após dez anos em O Dia, Joaquim retornou ao JB em 2001, como repórter especial e cronista. Lá, teve a oportunidade de participar da cobertura de sua quarta Copa do Mundo, em 2002, na Coreia do Sul e Japão.
Em 2003, chegou à redação de O Globo onde criou a coluna “Gente Boa”, sobre comportamento e cultura em todos os segmentos da cidade do Rio de Janeiro. A coluna — no mesmo espaço em que outrora estiveram as de Ibrahim Sued, Zózimo Barrozo do Amaral e Hildegard Angel — tratava tanto de personagens das ruas como de celebridades e políticos, foi marcante por encerrar o ciclo das colunas sociais dos jornais, como a de seus antecessores, que se voltavam exclusivamente para o noticiário das festas da alta sociedade. Em 2013, deixou a coluna, mas permaneceu no jornal como cronista e colaborador. Atualmente, escreve às segundas-feiras, no Segundo Caderno.

## Vida pessoal
Em 1973, casou-se com Sandra Chaves dos Santos, também jornalista. A união durou até 1994. Juntos, os dois tiveram duas filhas: Irene Chaves dos Santos, jornalista, e Helena Chaves dos Santos, editora de cinema. Atualmente, Joaquim vive em Ipanema, no Rio de Janeiro.

## Obras literárias

### Como autor e organizador
"Antônio Maria - Noites de Copacabana" (Editora Relume Dumará, 1986) (A biografia ganhou uma edição ampliada lançada em 2005 com o título de "Um homem chamado Maria" (Editora Objetiva, 2006);
"Feliz 1958, O Ano Que Não Devia Acabar" (Editora Record, 1998)
"O que as mulheres procuram na bolsa" (Editora Record, 2003), coleção de crônicas;
"Em busca do borogodó perdido" (Editora Objetiva, 2005), coleção de crônicas; ISBN 85-7302-732-0
"As cem melhores crônicas brasileiras", org. (Editora Objetiva, 2007); ISBN 9788573028614
“Leila Diniz: Uma Revolução na Praia” (Companhia das Letras, 2008), uma biografia; ISBN 9788535913354
"Minhas amigas: retratos afetivos" (Editora Objetiva, 2012), coleção de contos; ISBN 9788539003426
“Enquanto houver champanhe, há esperança - Uma biografia de Zózimo Barroso do Amaral” (Editora Intrínseca, 2017); ISBN 9788551000151
“Rua do Lavradio” (Editora Andrea Jakobsson Estúdio, 2002) - com outros autores; ISBN 8588742276
“Boa Companhia — Crônicas”, (Companhia das Letras) - com outros autores ISBN 9788535906837
“Zona Norte, Território da Alma Carioca”, org. Lucia Rito (Editora Norte Shopping, 1992) - com outros autores
“Brasil, Mostra Sua Máscara”, org. Fred Goes (Editora Lingua Geral, 2007) - com outros autores ISBN 8560160086
“O Melhor do Humor Brasileiro”, org. Flavio Moreira da Costa (Editora Companhia das letras, 2016) - com outros autores ISBN 8535927182

### Como prefaciador
"Confesso que bebi - memórias de um amnésico alcoólico", de Jaguar (Editora Record, 2001);
“Notícias do Mirandão”, de Fernando Molica (Editora Record, 2002); ISBN 9788501095794
“Radical Chique e o Novo Jornalismo”, de Tom Wolfe (Companhia das Letras, 2005) ISBN 8535906053
"Copacabana", de Kitty Paranaguá (Editora Francisco Alves, 2011)
"Dicionário da Hinterlândia carioca - antigos 'subúrbio' e 'zona rural'", de Nei Lopes (Editora Pallas, 2012);
"Subúrbio", de Bruno Veiga (Editora Nau das Letras, 2012);
"Bistrôs do Rio de Janeiro - Onde comer bem, bacana e barato", de Alex Herzog (Editora Mauad, 2012);
"Alma do Rio", de Cynthia Howlett (Editora Martins Fontes, 2013);
“Depois da chuva”, de Maria Clara Mattos (Editora Autêntica, 2016); ISBN: 	8582353634
"Guardiões da Alma Carioca" , de Aydano André Motta (Parideira Cultura, 2018)

## Prêmios
Prêmio Jabuti de não ficção, de 2017, pela biografia "Enquanto houver champanhe, há esperança"